# НК-33
НК-33 (11Д111, Aerojet AJ26-62) — рідинний ракетний двигун, розроблений СНТК ім. Н. Д. Кузнєцова.
Розроблений на базі двигуна НК-15, що встановлювався на перший ступінь ракети-носія «Н-1». Після чотирьох випробувальних польотів Н-1, що завершилися аваріями, роботи були припинені, попри те, що була виготовлена наступна ракета, зі встановленими двигунами НК-33, що відрізнялися можливістю здійснення багаторазових вогневих випробувань і збільшеним ресурсом.
Його використання планується на перших ступенях наступних ракет-носіїв:
- РН «Союз-2-3»;
- «Повітряний старт»;
- Союз-2.1в
- «Antares» фірми «Orbital Sciences Corporation».

Однокамерний двигун закритого циклу працює на парі кисень — гас з допалюванням окисного газу. Не має стернових камер і поворотних сопел — при первинному застосуванні на «Н-1» для управління каналами тангажу і рискання використовувалася неузгодженість тяги протилежно розташованих двигунів. Після ліцензування двигуна у США компанією Аероджет, він отримав найменування «AJ-26» і під цим іменем буде використовуватися на американських ракетах-носіях. Для цього було закуплено 36 готових двигунів.
Спочатку не планувалося відновлення виробництва цього рідинного ракетного двигуна і передбачалося використання готових двигунів зі складу із запасу, який залишився після радянської місячної програми (див. ракета-носій Н-1). Однак у 2009 році з'явилися повідомлення про плани почати виробництво НК-33 в Російській федерації в інтересах російських і зарубіжних замовників починаючи з 2014.

## Модифікація НК-33-1
НК-33-1 — рідинний ракетний двигун, розроблений СНТК ім. Н. Д. Кузнєцова. Модифікація НК-33, розробленого для першого ступеня ракети-носія «Н-1». Планується для застосування на другому ступені ракети-носія «Союз-2-3» (раніше РН «Аврора»)
Однокамерний двигун закритого циклу працює на парі кисень — гас. На відміну від базового НК-33 має вузол керування вектором тяги (карданний шарнір для відхилення камери) і висувний сопловий насадок для оптимізації ступеня розширення сопла на висоті понад 10 км.
РД НК-33-1 є модифікацією базового двигуна НК-33, що має систему хитання, сопло крену, теплообмінники для наддуву баків окислювача і пального, бустерний насосний агрегат окислювача і висувний сопловий насадок.
У рамках програми модернізації з використанням технічно апробованих рішень заплановано:
- Форсувати НК-33 по тязі до 185 тс;
- Забезпечити хитання двигунів для управління вектором тяги;
- Поліпшити висотні характеристики НК-33 шляхом використання висувної насадки сопла.

Відмінною особливістю програми є можливість модернізації наявних двигунів, що зберігаються, без розбирання і втручання у відпрацьований робочий процес.
З метою скорочення термінів і коштів представляється доцільним виконати модернізацію у два етапи:
- На першому — поставляються двигуни, з форсованою тягою і оснащені вузлом гойдання;
- На другому — НК-33 додатково оснащується висувним насадком сопла (після завершення відпрацювання).

Форсований прототип НК-33 був розроблений з таким розрахунком, щоб отримати тягу 175 т на номінальному режимі, 185 т — на максимальному і можливість виходу на режим 195 т (відповідає тиску в камері згоряння 18,38 МПа) при перевірках працездатності рідинного ракетного двигуна.

### Конструкція
Двигун складається з агрегатів та частин вихідного НК-33 більш ніж на 95 %.
Двигун має вузол хитання, гнучкі паливні трубопроводи та елементи донного захисту. Кріплення рідинного ракетного двигуна до опорного конуса здійснюється за допомогою двох стернових машин і вузла гойдання, що встановлюється зверху камери на конусі замість жорсткої рами. Вузол хитання являє собою сферичний шарнір і запозичується з двигуна 11Д122. В одному варіанті двигуна передбачається забезпечити відбір гарячого газу для стернових сопел по крену.